# 聖奧爾本斯 (英國國會選區)
聖奧爾本斯（英語：St Albans），英國國會一郡選區，包括英格蘭東部赫特福德郡聖奧爾本斯和周圍地區。始設於1584年，1852年被撤，1885年恢復。1640至1852年間應選兩席，恢復以來改為應選一席。
本區自恢復以來多數支持保守黨。2010年大選中安·梅恩以40.8%選票勝出該區連任成功。至2019年，此選區首次選出自由民主黨籍議員黛西·顧柏，她於翌年成為該黨副黨魁。